# Lucas Digne
Lucas Digne (pronunciació francesa: [lykɑ diɲ]; Meaux, 20 de juliol de 1993) és un futbolista professional francès que juga com a lateral esquerre a l'Aston Villa FC i a la selecció francesa.

## Trajectòria
Lucas Digne va debutar a l 'US Mareuil-sur-Ourcq i a l'US Crépy-en-Valois, jugant des de 1999 a 2005.

### Lille
El 27 de juliol de 2010, Digne signa el seu primer contracte professional de tres anys amb el Lille, la durada arribava fins a juny de 2013, encara que després, el gener de 2012, es va ampliar fins a 2016. Abans de la temporada 2011-12, Digne va ser ascendit al primer equip de forma permanent i se li va assignar el número 3. Va fer el seu debut com a professional el 26 d'octubre de 2011 en una victòria per 3-1 sobre el Sedan a la Copa de la Lliga i va marcar el seu primer gol el 29 d'agost de 2012 a la victòria del seu equip per 2-0 contra l'FC Copenhaguen a la ronda prèvia de la Lliga de Campions.

### París Saint-Germain
El 17 de juliol de 2013, Digne va signar un contracte de cinc anys amb el PSG, amb un traspàs que rondava els 15 milions d'euros. En la seva primera temporada al club parisenc, va guanyar la Ligue 1, tot i que només va jugar 15 partits en tot el campionat; situació que es va repetir en el curs següent, pel que va decidir buscar una sortida per disposar de més minuts.

### AS Roma
El 26 d'agost de 2015, va ser anunciat com a nou jugador de l'AS Roma en qualitat de cedit i amb opció a compra. Va ser titular indiscutible al lateral esquerre del conjunt romà, disputant un total de 42 partits en tota la temporada. No obstant això, el club no va fer efectiva la seva opció de compra sobre el jugador.

### FC Barcelona
El 13 de juliol de 2016, el Futbol Club Barcelona va confirmar el seu fitxatge per a les 5 pròximes temporades; el traspàs es va xifrar en 16.500.000 euros més 4 milions variables en funció dels resultats individuals i els de l'equip. Digne signà contracte per cinc temporades (fins a la temporada 2020-21) amb una clàusula de rescissió de 60 milions d'euros. Va ser presentat oficialment a Barcelona el 14 de juliol de 2016.
El 14 d'agost de 2016, Digne va debutar amb el FC Barcelona en una victòria per 0–2 contra el Sevilla al partit d'anada de la Supercopa d'Espanya.

### Everton
Digne va fitxar pel club anglès Everton FC l'1 d'agost de 2018, amb un contracte de cinc anys, i un traspàs d'uns 18 milions de lliures. El mateix estiu el Barça traspassaria a l'Everton Yerry Mina, i hi cediria André Gomes.

## Selecció francesa
El 13 de maig de 2014, l'entrenador de la selecció francesa Didier Deschamps el va incloure a la llista final de 23 jugadors que representaren França a la Copa del Món de Futbol de 2014.
Va participar amb la seva selecció a l'Eurocopa 2016.

## Palmarès
Paris Saint-Germain
- Lliga francesa (2): (2013-14 i 2014-15)
- Copa francesa (1): (2014-15)
- Copa de la lliga francesa (2): (2013-14 i 2014-15)
- Supercopa francesa (3): (2013, 2014 i 2015)

FC Barcelona
- Supercopa d'Espanya (1): (2016[18])
- Copa del Rei (2): (2016-17[19] i 2017-18)[20]
- Lliga espanyola (1): (2017-18[21])

Selecció francesa
- Copa del Món de futbol sub-20 (1): (2013)

## Estadístiques

### Club
A 14 maig 2016
| Club                   | Temporada     | Lliga   | Lliga | Copa    | Copa | Lliga Cup | Lliga Cup | Europa  | Europa | Altres  | Altres | Total   | Total |
| Club                   | Temporada     | Partits | Gols  | Partits | Gols | Partits   | Gols      | Partits | Gols   | Partits | Gols   | Partits | Gols  |
| ---------------------- | ------------- | ------- | ----- | ------- | ---- | --------- | --------- | ------- | ------ | ------- | ------ | ------- | ----- |
| Lille OSC              | 2011–12       | 16      | 0     | 1       | 0    | 1         | 0         | —       | —      | —       | —      | 18      | 0     |
| Lille OSC              | 2012–13       | 33      | 2     | 2       | 0    | 1         | 0         | 5       | 0      | —       | —      | 41      | 2     |
| Lille OSC              | Total         | 49      | 2     | 3       | 0    | 2         | 0         | 5       | 0      | —       | —      | 59      | 2     |
| Paris Saint-Germain FC | 2013–14       | 15      | 0     | 1       | 0    | 2         | 0         | 2       | 0      | —       | —      | 20      | 0     |
| Paris Saint-Germain FC | 2014–15       | 14      | 0     | 5       | 0    | 2         | 0         | 1       | 0      | 1       | 0      | 23      | 0     |
| Paris Saint-Germain FC | Total         | 29      | 0     | 6       | 0    | 4         | 0         | 3       | 0      | 1       | 0      | 43      | 0     |
| AS Roma (cedit)        | 2015–16       | 33      | 3     | 1       | 0    | 0         | 0         | 8       | 0      | 0       | 0      | 42      | 3     |
| AS Roma (cedit)        | Total         | 33      | 3     | 1       | 0    | 0         | 0         | 8       | 0      | 0       | 0      | 42      | 3     |
| Total carrera          | Total carrera | 111     | 5     | 10      | 0    | 6         | 0         | 16      | 0      | 1       | 0      | 144     | 5     |

1. ↑  Inclou la Supercopa d'Europa
2. ↑  Inclou el Trophée des champions